# Sporveien T-banen
Sporveien T-banen AS (tidligere Oslo T-banedrift AS) er et norsk selskab, der er ansvarlig for drift, markedsføring og udvikling af T-banen i Oslo. Selskabet ejes af Sporveien og drives på kontrakt med administrationsselskabet Ruter.
Sporveien T-banen har ca. 500 ansatte. I 2011 fik det et overskud på 9,9 mio. NOK efter skat.

## Historie
Frem til 2003 blev T-banen drevet af en særskilt afdeling af Oslo Sporveier, men fra 1. juli 2003 blev driften overtaget af det fuldt ejede datterselskab Oslo T-banedrift. I 2006 blev den kollektive trafik i Oslo omorganiseret. Oslo Sporveier blev et rent administrationsselskab og indgik siden i Ruter, mens driftsdelen overgik til det nyoprettede Kollektivtransportproduksjon (nu Sporveien), der derefter ejer selskabet. I 2013 skiftede selskabet navn til Sporveien T-banen.